# Saint-Sardos (Tarn-et-Garonne)
Saint-Sardos (okzitanisch Sent Sardòs) ist ein Ort und eine aus mehreren Weilern und Einzelgehöften bestehende südfranzösische Gemeinde mit 1.135 Einwohnern (Stand: 1. Januar 2022) im Département Tarn-et-Garonne in der Region Okzitanien.

## Lage
Saint-Sardos liegt in der Hügellandschaft der Lomagne etwa 28 km (Fahrtstrecke) südwestlich von Montauban bzw. knapp 49 km nordwestlich von Toulouse in einer Höhe von 175 m ü. d. M. An der nördlichen Gemeindegrenze verläuft das Flüsschen Tessonne. Das Klima ist gemäßigt warm: Nachtfröste oder Temperaturen über 35° C sind äußerst selten; Regen fällt übers Jahr verteilt.

## Bevölkerungsentwicklung
| Jahr      | 1800 | 1851 | 1901 | 1954 | 1999 | 2014 |
| Einwohner | 861  | 1167 | 828  | 690  | 555  | 1076 |

Die Reblauskrise im Weinbau und der Verlust von Arbeitsplätzen durch die Mechanisierung der Landwirtschaft haben seit der zweiten Hälfte des 19. Jahrhunderts zu einem kontinuierlichen Bevölkerungsrückgang geführt. Der erneute Anstieg der Einwohnerzahlen zu Beginn des 21. Jahrhunderts hängt mit der relativen Nähe zum Großraum Toulouse zusammen.

## Wirtschaft
Die Bewohner der Gemeinde lebten jahrhundertelang als Selbstversorger von den Erträgen ihrer Felder und Gärten; daneben wurden auch Viehzucht, Weinbau und vielleicht auch der Anbau von Färberwaid (pastel) betrieben. Im Ort selbst siedelten sich Handwerker, Kleinhändler und Dienstleister an. Seit der Mitte des 20. Jahrhunderts wird der Weinbau wieder großflächig betrieben; der Ort und seine Nachbargemeinden haben eine eigene Appellation d’Origine Contrôlée (AOC). Seit den 1960er Jahren werden einige der leerstehenden Häuser, aber auch Neubauten, als Ferienwohnungen (gîtes) genutzt.

## Geschichte
Der Ort wurde – wahrscheinlich auf dem Hintergrund einer Landschenkung – im Jahr 1122 von Mönchen der dem hl. Sacerdos von Limoges geweihten Benediktinerabtei von Sarlat-la-Canéda gegründet; im Lauf der Zeit wandelte sich der Name zu Saint-Sardos. Wahrscheinlich blieb der Ort vom Albigenserkreuzzug (1209–1229) und dem Hundertjährigen Krieg (1337–1453) nicht gänzlich unberührt, doch exakte Belege liegen nicht vor.

## Sehenswürdigkeiten

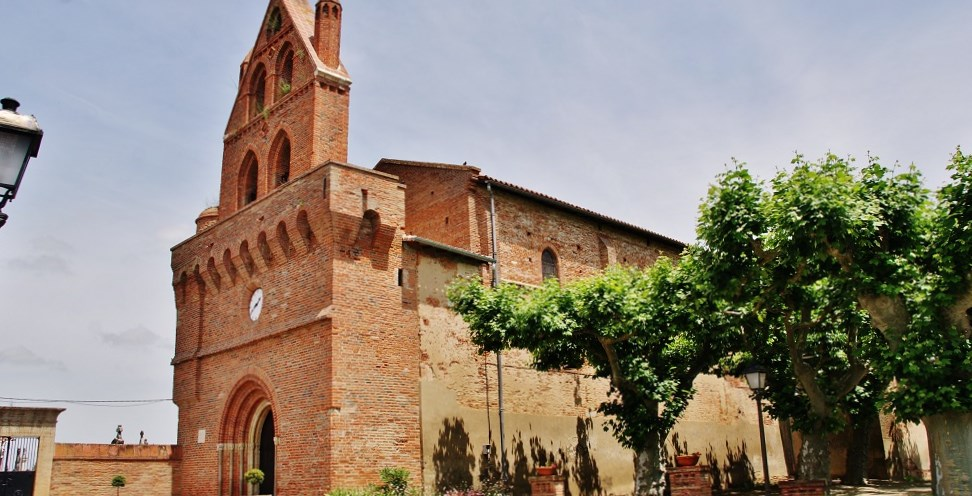
Kirche Saint-Michel

- Die Pfarrkirche Saint-Michel hat mittelalterliche Ursprünge, doch stammt ihr heutiges Erscheinungsbild ganz wesentlich aus dem 14./15. Jahrhundert. In dieser Zeit wurde dem eher schmucklosen und von einem spätgotischen Rippengewölbe überspannten Kirchenschiff eine ausgesprochen wehrhaft wirkende Ziegelstein-Fassade mit Wehrgang und Glockengiebel vorgesetzt, die seit dem Jahr 1921 als Monument historique anerkannt ist.[3]

Umgebung
- Der flügellose Baukörper einer alten Windmühle steht etwas außerhalb des Ortes.
- Nur etwa 500 m östlich und nordöstlich des Ortes befinden sich zwei große künstlich angelegte Wasserflächen, die zu Ausflugszwecken dienen; für Angler wurden auch Fische ausgesetzt.